# Route 29 (Oman)
Die Route 29 oder R29 ist eine Fernstraße im Sultanat Oman. Die Fernverkehrsstraße führt von der Provinzhauptstadt Ibri über den Erdöl-Ort Natih durch die Rub al-Chali Wüste bis nach Qarrat al Milh an der Route 31.